# Шаповал, Иван Павлович

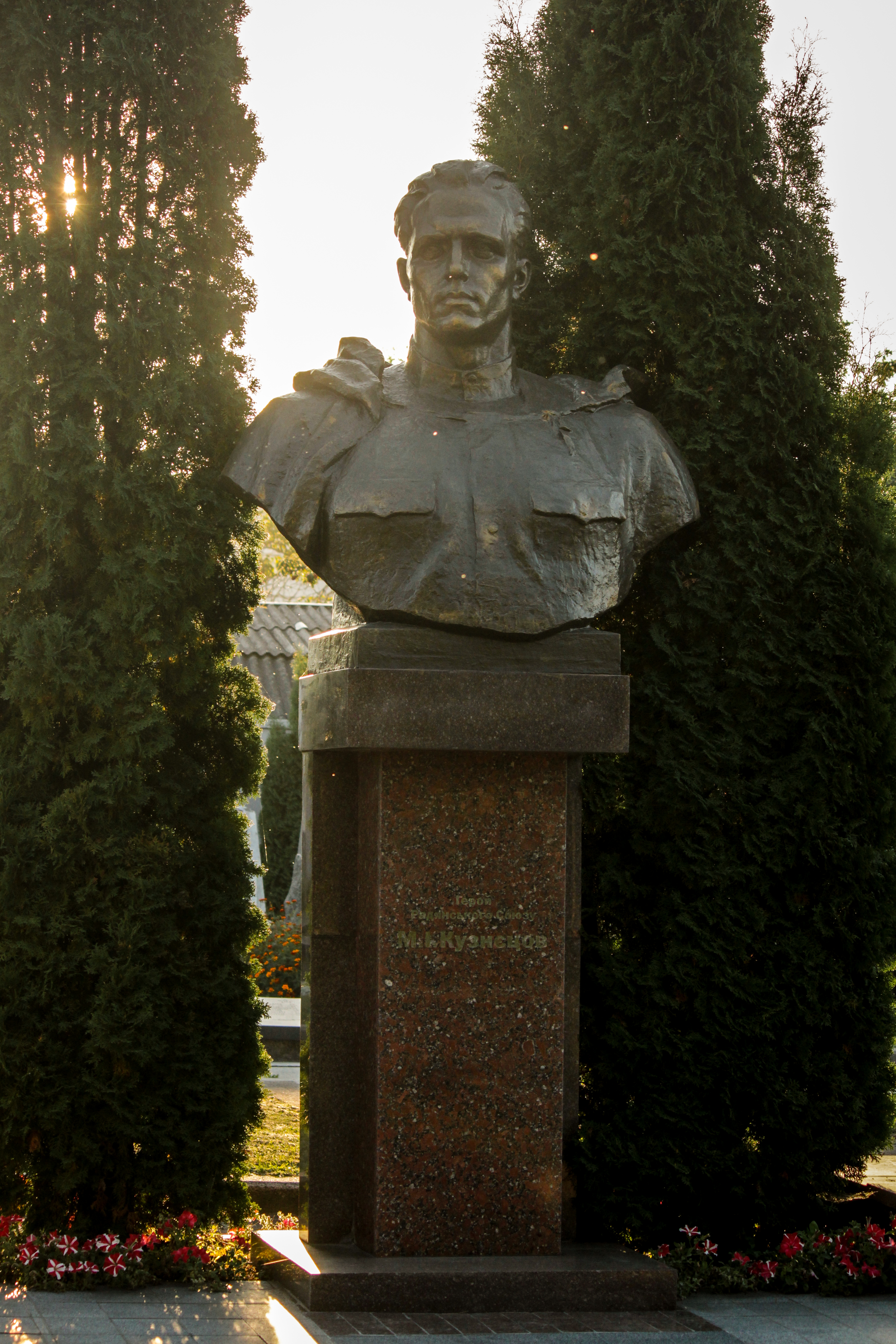
Памятник Герою Советского Союза Н. И. Кузнецову в Ровно Украина (в соавт. с В. П. Винайкиным, 1961, демонтирован в начале 1990-х годов)

Иван Павлович Шаповал (укр. Іва́н Па́влович Шапова́л; 26 сентября 1909, с. Павловщина (ныне Драбовский район, Черкасская область), Украина — 31 июля 2000) — украинский советский скульптор и педагог. Член Союза художников СССР.

## Биография
Родился в семье крестьянина-бедняка. С детства у него обнаружилась одаренность к рисованию и лепке.
В 1930—1941 годах обучался в Одесском, а затем Киевском художественных институтах.
С 1944 преподавал в Киевском художественном институте. Доцент. В числе его учеников Б. С. Довгань (ныне Почётный академик Национальной академии искусств, заслуженный деятель искусств Украины и лауреат премии имени В. Стуса) и А. П. Никитюк.

## Творчество
Ещё будучи студентом выполнял заказы для ряда культурно-просветительных учреждений. В частности, им удачно была решена композиция «Т. Шевченко и М. Щепкин», закупленная Министерством культуры УССР для музея великого Кобзаря на его родине. С большим вдохновением и любовью мастер работал над портретными образами участников Великой Отечественной войны.
Скульптор с большим мастерством раскрыл внутренний мир советского воина-освободителя, его патриотические чувства, стремления. Композиция «Санитарка Герой Советского Союза М. Щербаченко» (1946), памятник генералу армии Николаю Ватутину в Харькове, памятник Власу Чубарю (Киев)) и другие захватывают глубиной проникновения в психологию человека. Среди основных произведений И. Шаповала следует назвать скульптурные портреты академика Николая Стражеско (1946), поэта Павла Тычины, художника Ивана Ижакевича (1950), поэта Тараса Шевченко (1964) и др .
Работы скульптора хранятся в Национальном художественном музее Украины в Киеве.